# NGC 7063
NGC 7063 је расејано звездано јато у сазвежђу Лабуд које се налази на NGC листи објеката дубоког неба.
Деклинација објекта је + 36° 29' 12" а ректасцензија 21h 24m 22,0s. Привидна величина (магнитуда) објекта NGC 7063 износи 7,0. NGC 7063 је још познат и под ознакама OCL 192.